# 46 v.Chr.

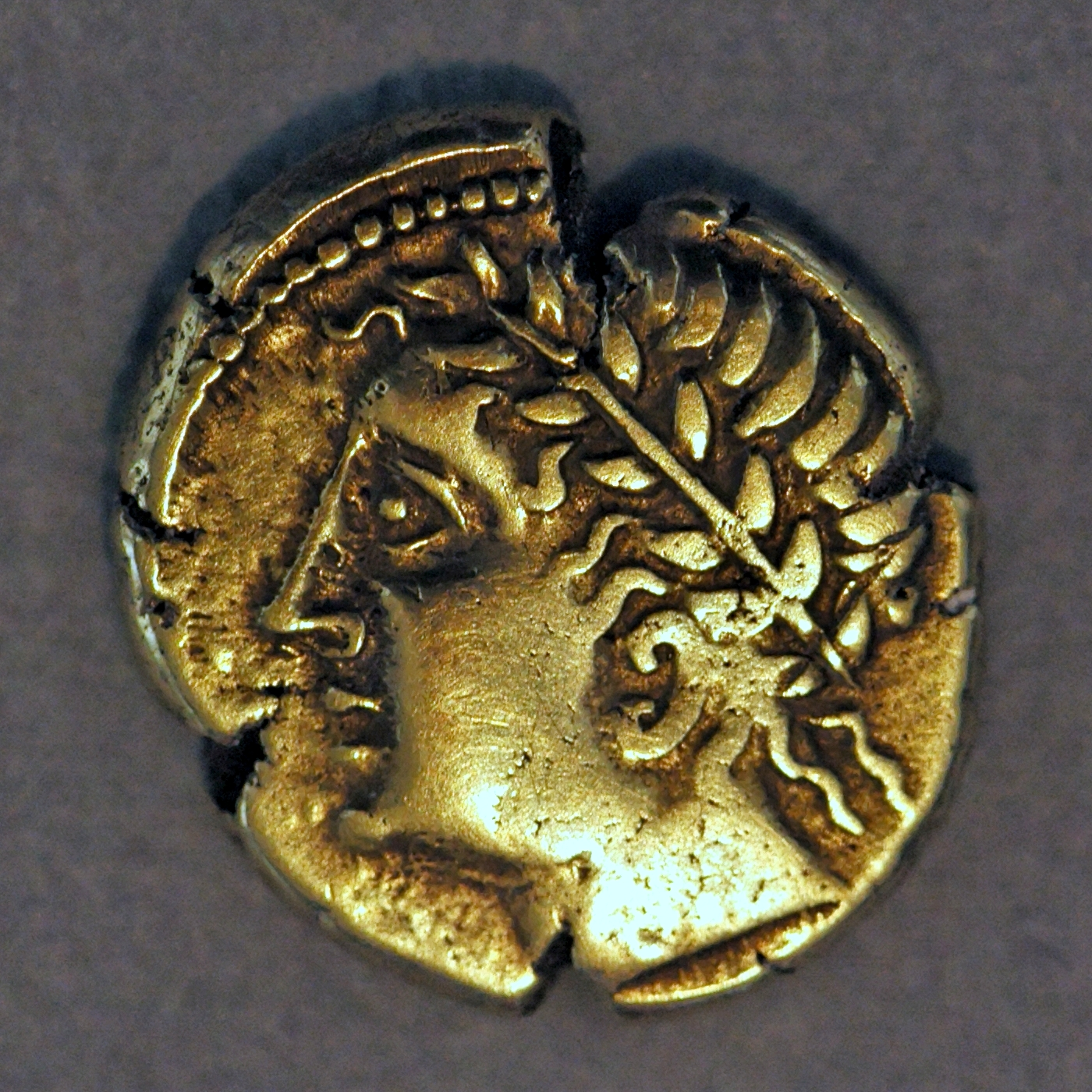
Vercingetorix

Het jaar 46 v.Chr. is een jaartal in de 1e eeuw v.Chr. volgens de christelijke jaartelling. Dit jaar was het langste jaar in de geschiedenis, want het telde 445 dagen door de hervormingen in de kalenders door Julius Caesar.

## Gebeurtenissen

### Italië
- In Rome worden Gaius Julius Caesar en Marcus Aemilius Lepidus gekozen tot consul van het Imperium Romanum.
- Julius Caesar houdt in Rome een vierdaagse triomftocht, ter ere van de overwinningen in Gallië, Griekenland, Egypte en Tunesië. Op het Forum Romanum worden feesten en arenaspelen georganiseerd.
- Arsinoë IV, de zus van Cleopatra VII, wordt als Egyptische gevangene in een kooi meegevoerd en door Caesar later verbannen naar Efeze.
- Vercingetorix, koning van de Arverni en leider van de Gallische Opstand, wordt na 6 jaar gevangenschap in het Tullianum door Julius Caesar in het openbaar aan de garrote (wurgpaal) geëxecuteerd.
- Cleopatra VII en haar zoon Ptolemaeus XV Caesarion worden door de Romeinen in een parade verwelkomd. Caesar laat op het Forum van Julia de Tempel van Venus Genetrix bouwen.
- Juli - De Senaat benoemt Julius Caesar tot dictator of magister populi (meester van het volk) voor een periode van 10 jaar.
- Julius Caesar vormt de Romeinse kalender (365 dagen met aperiodiek om de zoveel jaar een schrikkelmaand) om tot de juliaanse kalender. Deze telt 365 dagen in een jaar met om de 4 jaar een schrikkeldag. Om de opgelopen achterstand te corrigeren voegde Caesar 80 dagen extra toe aan het jaar 46 v.Chr.[1]
- Julius Caesar vertrekt met een Romeins expeditieleger (8 legioenen) naar Hispania, om een opstand van de Pompeianen onder bevel van Gnaeus Pompeius te onderdrukken.

### Afrika
- Julius Caesar verovert de Fenicische havensteden Leptis Parva en Ruspina aan de Golf van Hammamet. Caesar laat verdedigingswerken aanleggen.
- Caesar bezoekt Carthago en geeft opdracht om op de ruïnes een nieuwe stad te bouwen.
- Slag bij Ruspina: Het Romeinse leger (3 legioenen) onder bevel van Caesar, wordt 3 mijl buiten het winterkamp door Numidische cavalerie verslagen.
- Slag bij Thapsus: Julius Caesar verslaat in Numidië de Pompeianen (10 legioenen) onder leiding van Quintus Caecilius Metellus Scipio. In de veldslag onderscheidt het Romeinse Legio V Alaudae zich, in een heroïsch gevecht tegen de 60 krijgsolifanten van Juba I. Caesar laat na afloop als vergelding ± 10.000 legionairs executeren.
- De Numidische koning Juba I pleegt zelfmoord, zijn 6-jarige zoon Juba II wordt door Julius Caesar gegijzeld en afgevoerd naar Rome.
- Numidië wordt als vazalstaat ingelijfd bij de Romeinse Republiek, Metellus Scipio en Titus Labienus vluchten naar Utica (Tunesië).

## Geboren
- Liu Xin, Chinese astronoom en bibliothecaris (overleden 23)
- Publius Quinctilius Varus, Romeins consul en veldheer (overleden 9)

## Overleden
- Juba I, koning van Numidië
- Lucius Afranius (~112 v.Chr. - ~46 v.Chr.), Romeins consul en veldheer (66)
- Marcus Petreius (~110 v.Chr. - ~46 v.Chr.), Romeins veldheer en staatsman (64)
- Marcus Porcius Cato (Cato de Jongere) (~95 v.Chr. - ~46 v.Chr.), Romeins staatsman en veldheer (49)
- Quintus Caecilius Metellus Scipio (~98 v.Chr. - ~46 v.Chr.), Romeins consul en veldheer (52)
- Vercingetorix, Gallische koning en veldheer